# 马尔蒂·阿赫蒂萨里
马尔蒂·奥伊瓦·卡莱维·阿赫蒂萨里（芬蘭語：Martti Oiva Kalevi Ahtisaari，1937年6月23日—2023年10月16日），芬兰社民党人，曾任芬兰总统、联合国副秘書長，2008年獲诺贝尔和平奖。

## 簡歷
阿赫蒂萨里1965年进入芬兰外交部工作，1970年代中期曾任芬兰共和国驻坦桑尼亚、赞比亚、索马里和莫桑比克大使。1977年进入联合国，历任联合国驻纳米比亚专员、联合国秘书长驻纳米比亚特别代表、联合国副秘书长。1994年至2000年，担任芬兰第10届总统。阿赫蒂萨里是一名外交家和国际调停专家，长期致力于国际和平事务。他对纳米比亚问题、印尼亚齐问题和科索沃问题的处理都起到重要作用，也参与了伊拉克、北爱尔兰、中亚和非洲之角等地区的和平进程。由于他“为解决国际争端作出的重要努力”，挪威诺贝尔委员会决定授予阿赫蒂萨里2008年诺贝尔和平奖。

## 成长经历
阿赫蒂萨里出生于芬兰维普里（今俄罗斯维堡）。其曾祖父为挪威移民，其父亲奥伊瓦（Oiva）是一名军士。奥伊瓦·阿赫蒂萨里1929年加入芬兰国籍，1935年将姓氏由“阿多尔夫森”（Adolfsen）改为“阿赫蒂萨里”（Ahtisaari）。持续战争爆发後，奥伊瓦被征往前线充当军事技工，而阿赫蒂萨里则跟随母亲蒂内（Tyyne）搬到库奥皮奥以躲避战争。阿赫蒂萨里在这里度过了他童年的大部分时光，从这里开始他的学生生活，也是在这里认识了他后来的妻子埃娃。
1952年，由于父亲的工作关系，阿赫蒂萨里全家搬到奥卢。他在奥卢加入了基督教青年会。完成兵役後（他在芬兰陆军预备役裡是一名上校），他开始修读奥卢大学的远程课程。经过两年的学习，他在1959年取得了小学教师资格。除了母语芬兰语之外，阿赫蒂萨里还熟练掌握瑞典语、法语、英语和德语。
1960年，阿赫蒂萨里前往巴基斯坦卡拉奇，领导基督教青年会的物理教育培训基地，除了管理学生外，还参与教师培训。这段经历让他接触并适应国际环境。1963年，他回到芬兰，开始活跃于一些为发展中国家提供援助的组织。1968年，他与埃娃·伊尔梅莉·许韦里宁（Eeva Irmeli Hyvärinen）结婚。阿赫蒂萨里夫妇育有一子，马尔科·阿赫蒂萨里（Marko Ahtisaari），是一名科技企业家和音乐家。

## 外交生涯
1965年，阿赫蒂萨里进入芬兰外交部技术合作署工作，1971年升任助理署长。1972年至1973年任国际发展合作署副署长。
1973年至1977年，阿赫蒂萨里担任芬兰共和国驻坦桑尼亚、赞比亚、索马里和莫桑比克大使。
1977年至1981年，阿赫蒂萨里担任第二任联合国驻纳米比亚专员。1978年8月，他被任命为联合国秘书长驻纳米比亚特别代表。1987年1月1日至1991年6月30日，他担任联合国主管行政和管理事务的副秘书长。1989年至1990年，他领导联合国过渡协助小组（United Nations Transition Assistance Group，简称UNTAG）在纳米比亚开展工作。由于安哥拉“西南非洲人民组织”（SWAPO）武装力量声称发起进攻，南非派遣Louis Pienaar向阿赫蒂萨里寻求其同意部署南非防卫军（SADF），以稳定局面。阿赫蒂萨里征询正在当地访问的英国首相撒切尔夫人的意见后，批准了南非防卫军的部署。
可能由于批准SADF部署时比较勉强，阿赫蒂萨里成为南非国民合作社（Civil Cooperation Bureau，简称CCB）的袭击目标。2000年9月份南非事实与和解委员会（Truth and Reconciliation Commission）的一次会议记录显示，两名CCB杀手Kobus le Roux和Ferdinand Barnard被安排袭击阿赫蒂萨里。由于阿赫蒂萨里未按计划参加在Keetmanshoop酒店举行的活动，使两名杀手的计划落空。
纳米比亚独立后，阿赫蒂萨里被授予“纳米比亚荣誉公民”称号。南非授予他“O R Tambo奖”，表彰他“作为一名外交官的突出成就和为非洲自由与世界和平所做的努力”。

## 芬兰总统
阿赫蒂萨里仍在一个处理波黑事务的理事会工作时便开始了他的芬兰总统竞选。芬兰当时的经济衰退使执政者失去公众支持。另外，那时芬兰开始直选总统，而不再是由一个选举团决定。1993年，阿赫蒂萨里成为芬兰社会民主党的总统候选人。他认为，芬兰应该积极参与国际事务，这一政见也成为其总统竞选的纲领之一。1994年2月，阿赫蒂萨里经过两轮投票以微弱优势战胜瑞典族人民党候选人伊丽莎白·雷恩，成功当选芬兰总统，于3月1日上任。
阿赫蒂萨里上任总统不久，就发生了由埃斯科·阿霍总理领导的中间党政府解散事件。埃斯科·阿霍没有通过阿赫蒂萨里积极参与国际事务的外交政策。在国内问题上，如失业问题，阿赫蒂萨里的言论也引起争议。他在芬兰和国际上广泛出行考察，因此被昵称为“Matka-Mara”。每个月在国内不同地区的考察，以及和普通市民的接触，极大地提高了他的政治声望。
1998年1月，一些非政府组织、政客和著名文化人士批评阿赫蒂萨里向印度尼西亚林业部长以及印尼RGM公司主要拥有者授奖。RGM公司的子公司四月公司（April Company）被指责破坏热带雨林，而印尼则在人权问题（尤其是东帝汶问题）上被广泛批评。社民党主席埃尔基·图奥米奥亚对此项授奖提出质疑，称可能破坏芬兰在人权政策上的公共形象。艺术学生们在赫尔辛基游行示威，表达抗议。
阿赫蒂萨里支持芬兰加入欧盟。在1994年全民公决中，56%的芬兰投票者对加入欧盟投了赞成票。在阿赫蒂萨里的总统任期内，他促成了叶利钦和克林顿在赫尔辛基的会谈。1999年，他还与维克托·切尔诺梅尔金和米洛舍维奇磋商，争取停止在前南斯拉夫省份科索沃的战争。
由于经常受到倾向谨慎外交政策的芬兰议会的抵抗，以及来自自己的政党社民党内部的压力，2000年总统换届选举时阿赫蒂萨里并未谋求连任。外交部长塔里娅·哈洛宁接过总统职位，成为芬兰首位女总统。

## 卸任之后
卸任总统后，阿赫蒂萨里接受邀请，在多家国际组织任职。作为前国家元首，阿赫蒂萨里也成为马德里俱乐部的一名成员。2000年，他建立了一个独立的非政府组织“危机管理倡议”（Crisis Management Initiative，简称CMI），致力于推动和维护不安定地区的和平。2000年12月1日，阿赫蒂萨里被富尔布赖特协会授予富尔布赖特国际理解奖，以肯定他在世界上一些最不安定地区扮演和平缔造者角色所做的努力。
2000年至2001年，阿赫蒂萨里参与了独立国际解除武装委员会（Independent International Commission on Decommissioning）对爱尔兰共和军的武器核查。这项行动是北爱尔兰和平进程的一部分。
2005年，在阿赫蒂萨里和CMI的调停下，自由亚齐运动和印尼政府进行了和平谈判。双方在2005年8月15日达成协议：自由亚齐运动彻底解除武装、放弃亚齐省独立要求，印尼政府从亚齐省撤出非本地驻军和警察部队。
2005年11月14日，联合国秘书长科菲·安南任命阿赫蒂萨里为科索沃最终地位问题谈判特使。2006年初，阿赫蒂萨里在维也纳建立了联合国科索沃特使办公室（UNOSEK （页面存档备份，存于））。反对阿赫蒂萨里解决方案的人士试图破坏他的名誉。但一些巴尔干媒体关于阿赫蒂萨里腐败及不正当行为的报道被美国国务院新闻发言人汤姆·凯西（Tom Casey）指为“伪造”（spurious），并补充说阿赫蒂萨里的方案是“最佳解决方案”，“得到美国的全力支持”。纽约时报指出，塞尔维亚族对阿赫蒂萨里的批评使科索沃地位谈判“陷入困境”（bog down）。
伊拉克战争开始前的危机阶段，阿赫蒂萨里坚持为美国所采取的行动辩护。战争开始后，阿赫蒂萨里发表声明称：“因为我知道超过100万人被伊拉克政府杀害，我不需要大规模杀伤性武器”。伊拉克的大规模杀伤性武器正是美国认为对伊开战正义的首要理由。芬兰历史教授尤哈·西赫沃拉（Juha Sihvola）称赞阿赫蒂萨里的国际视角和现实态度，但他认为伊拉克战争是非正义的，他批评阿赫蒂萨里关于这场战争道德性质的结论，称其“令人惊骇”。
2020年3月，阿赫蒂萨里确认感染了嚴重急性呼吸系統綜合症冠狀病毒2型。

## 诺贝尔和平奖

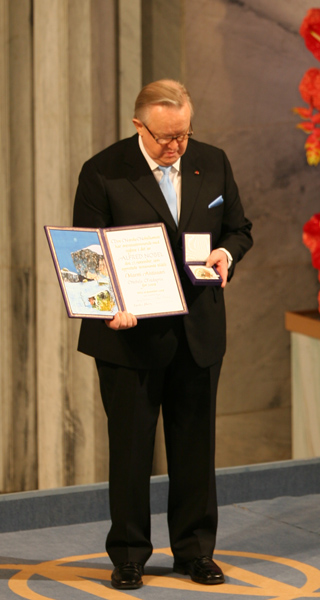
马尔蒂·阿赫蒂萨里接受2008年诺贝尔和平奖
摄影：Harry Wad

2008年10月10日，挪威诺贝尔委员会宣布授予阿赫蒂萨里诺贝尔和平奖，以表彰他“在过去的30多年间，跨越几个大洲，为解决国际争端而作出的重要努力”。颁奖仪式于12月10日在奥斯陆举行。诺贝尔委员会在公告中说，“阿赫蒂萨里终生为世界和平事业而奋斗，1989-1990年间，他在纳米比亚独立进程中起到关键作用；2005年，他和他领导的CMI充当了印尼亚齐问题和解的中间角色；1999年和2005-2007年间，他在极端困难的情况下寻求科索沃冲突的解决方案；2008年，通过CMI及其它组织，他试图和平解决伊拉克问题；他还为北爱尔兰、中亚和非洲之角等地区争端的解决提供了建设性贡献”。
然而，对于阿赫蒂萨里处理国际和平事务的行为及其影响，各界却存在争议。挪威的和平研究学者约翰·加尔通强烈批评阿赫蒂萨里处理和平进程的方式。他表示，“阿赫蒂萨里并没有解决争端，而是采取迎合西方国家的短期解决方案”。按照加尔通的说法，阿赫蒂萨里对绕过联合国法律和国际法的解决方案没有丝毫犹豫。另一方面，芬兰总理马蒂·万哈宁则认为，“阿赫蒂萨里在其和平谈判中十分坚决，而只有坚决地执行和平进程才能够取得成果”。
旅居瑞典的丹麦学者扬·厄伯格发表评论说，2008年诺贝尔和平奖的评选结果是“又一个丑闻”；他指出，“阿赫蒂萨里所做的调解完全是依靠军事手段、违背国际法来执行，而并非遵照联合国的‘以和平方式获取和平’原则”。

## 其它荣誉

### 各类奖项
- 2000年：富尔布赖特国际理解奖[14]
- 2000年：四项自由奖[27]
- 2000年：黑森和平奖[28]
- 2004年：OR Tambo奖[8]
- 2008年：Geuzen奖章[29]
- 2008年：达美环球理解奖[30]
- 2008年：费利克斯·乌弗埃-博瓦尼和平奖[註 2][31][32][33]

### 名誉学位
阿赫蒂萨里获得下列大学颁发的名誉学位：